# بوجیکدو
بوجیکدان، روستایی است از توابع بخش دلوار در شهرستان تنگستان استان بوشهر ایران.این روستا از شمال با روستای دل آرام و از جنوب با روستای بندر رستمی همسایه است و در کنار آبهای نیلگون خلیج فارس قرار دارد، و دارای ساحلی ماسه‌ای زیبا و آرام است و اغلب مردمان این منطقه همانند سایر مردم استان بوشهر به ماهیگیری اشتغال دارند.

## جمعیت
این روستا در دهستان بوالخیر قرار داشته و بر اساس سرشماری سال ۱۳۸۵ جمعیت آن ۶۳نفر (۱۴خانوار) بوده‌است.